# Espada de Wudang
A Espada de Wudang Espada é parte integrante das técnicas da espada reta chinesa (jian) — famosas na China—, abordada pelos Chuan de Wudang ou Artes Marciais Internas.
As referências mais antigas e respeitáveis da Espada de Wudang referem o Grão-mestre Sung Wei-I no virar do século 20. Sung ensinou a Espada de Wudang a Li Jing Lin e outros. Este aprendeu a arte de um Daoista chamado Zhang Ye-He, que era o titular da 8º geração da linhagem. 
Sung também aprendeu a arte marcial do Bagua com o irmão de Gong fu (Kung fu) Dong Haichuan: o suposto criador do Baguazhang.
Os discípulos de Li Jing Lin, que aprenderam a Espada de Wudang Espada foram Huang Yuan Xiou, Xiao Meng-Feng, que ensinaram o atual Líder e Grão-mestre na China Ma Jie, e Yang Kui-Shan, que ensinou o atual Grão-mestre Qian Timing. Tanto Ma Jie e Qian Timing ensinaram Chang Wu-Na e Lu Mei-hui, os mestres atuais da 13ª geração.
Li Jing Lin também ensinou sua a arte a muitos dos seus amigos e colegas, como Sun Lu Tang e Fu Chen Song.
Discípulos internos de Fu Chen Song que aprenderam a Espada de Wudang Espada foram o seu fiho, Fu Wing Fay, que ensinou a Bow Sim Mark e aos seus filhos, incluindo Victor ShengLung Fu, Fu WenLung e Fu MeiLan.